# آستانه درد
آستانهٔ دردناکی نقطه‌ای است که در آن بدن آغاز به فهمیدن درد می‌کند. شدتی که در آن یک محرک (مانند گرما یا فشار) آغاز به پدید آوردن حس درد در فرد می‌کند شدت آستانه نام دارد. پس اگر یک ظرف داغ با پوست تماس پیدا کند و از دمای ۴۲ درجهٔ سانتیگراد (۱۰۷ فارنهایت) حس سوختن (درد) در فرد پدید آورد به دمای ۴۲ درجه، دمای آستانهٔ دردناکی می گوییم.
شدتی که در آن فرد حس درد برایش آغاز می‌شود از فردی به فرد دیگر و در بازه‌های مختلف زمانی برای یک فرد می‌تواند متفاوت باشد.

## در شنوایی
فشاری که در آن شنیدن یک صدا برای گوش دردناک می‌شود فشار آستانهٔ دردناکی برای آن فرد در آن زمان نام دارد. فشار دردناکی برای صدا می‌تواند با تغییر اندکی در بسامد تغییر می‌کند و البته به سن افراد هم وابسته است. کسانی که بیشتر در برابر صداهای بلند و سر و صدا بوده‌اند معمولاً فشار آستانهٔ دردناکی برایشان بالاتر است. اگر کسی برای مدت طولانی در برابر صداهایی نزدیک به آستانهٔ دردناکی باشد کم کم می‌تواند دچار ناشنوایی شود.
مفهوم حجم در صداشناسی به بلندی صدا باز می‌گردد. در ادامه اندازه‌های گوناگون تراز فشار آستانهٔ دردناکی و فشار آستانهٔ دردناکی آمده است:
| آستانهٔ دردناکی |          |
| تراز فشار صدا  | فشار صدا |
| ۱۲۰ dBSPL      | ۲۰ Pa    |
| ۱۳۰ dBSPL      | ۶۳ Pa    |
| ۱۳۴ dBSPL      | ۱۰۰ Pa   |
| ۱۳۷٫۵ dBSPL    | ۱۵۰ Pa   |
| ۱۴۰ dBSPL      | ۲۰۰ Pa   |